# Břeclav (distrikt)
Břeclav (tjeckiska: okres Břeclav) är ett distrikt i Tjeckien. Det ligger i regionen Södra Mähren, i den sydöstra delen av landet, 220 km sydost om huvudstaden Prag. Antalet invånare är 122 769. Arean är 1 038 kvadratkilometer. Distriktet Břeclav gränsar till Znojmo, Brno-venkov, Hodonín och Vyškov. 
Terrängen i distriktet Břeclav är huvudsakligen platt, men norrut är den kuperad.
Distriktet Břeclav delas in i:
- Zaječí
- Ladná
- Velké Hostěrádky
- Boleradice
- Šakvice
- Šitbořice
- Klentnice
- Břeclav
- Borkovany
- Kostice
- Moravská Nová Ves
- Křepice
- Velké Bílovice
- Pavlov
- Mikulov
- Bavory
- Novosedly
- Strachotín
- Valtice
- Kašnice
- Bořetice
- Brod nad Dyjí
- Lanžhot
- Brumovice
- Bulhary
- Krumvíř
- Jevišovka
- Hlohovec
- Lednice
- Březí
- Hrušky
- Vrbice
- Nový Přerov
- Klobouky u Brna
- Uherčice
- Němčičky
- Milovice
- Popice
- Kurdějov
- Tvrdonice
- Přítluky
- Týnec
- Sedlec
- Dolní Dunajovice
- Morkůvky
- Podivín
- Starovice
- Perná
- Rakvice
- Moravský Žižkov
- Velké Němčice
- Kobylí
- Starovičky
- Dobré Pole
- Hustopeče
- Nikolčice
- Horní Bojanovice
- Diváky
- Drnholec
- Horní Věstonice
- Velké Pavlovice
- Dolní Věstonice
- Pouzdřany

Följande samhällen finns i distriktet Břeclav:
- Břeclav
- Mikulov
- Hustopeče
- Velké Bílovice
- Lanžhot
- Valtice
- Moravská Nová Ves
- Lednice
- Dolní Dunajovice
- Moravský Žižkov
- Hlohovec
- Starovice
- Přítluky
- Klentnice
- Pavlov
- Kurdějov